# Louise Biede
Louise Birch Biede (født 10. juli 1993) en dansk atlet som er medlem af Silkeborg AK 77
Louise Biede har sat over 25 danske ungdomsrekorder i sprint og hækkeløb og er indehaver af de fleste danske ungdomsrekorder på kort hæk. Hun vandt World Youth Games 2008 på 80 meter hæk og European Youth Olympic Festival 2009 på 100 meter hæk. Hun vandt sin første senior-DM medalje 2010 på 100 meter hæk. Internationalt gennembrud kom ved Nordiske Juniormesterskaber, hvor hun vandt sølv på 100 meter hæk. Hun er medlem af Dansk Atletik Forbunds og Team Danmarks bruttogruppe.
Louise Biedes træner er Erik Barslev.

## Danske mesterskaber
- Sølv 2011 60 meter hæk-inde 8,81
- Sølv 2010 100 meter hæk 14,24
- Sølv 2009 100 meter hæk 12,47

## Personlig rekord
- 100 meter hæk: 14.24 (+0.8) Odense Atletikstadion 7. august 2010
- 100 meter: 12,49 (+1.4) Hvidovre Stadion 11. september 2010
- 200 meter: 25,58 (-0.2) Akureyri, Island 28. august 2010